# 戈帕施羅芬山
47°10′33″N 9°36′46″E / 47.17573°N 9.61284°E
戈帕施羅芬山（德語：Goppaschrofen），是奧地利的山峰，位於該國西部，由福拉爾貝格州負責管轄，屬於雷蒂孔山的一部分，距離上克普弗山0.6公里，海拔高度1,781米。